# NGC 3948
NGC 3948 est une étoile située dans la constellation du Lion. L'astronome français Guillaume Bigourdan a enregistré la position de cette étoile 23 avril 1886.
Une désignation pour cette étoile est 2MASS J11533666+2057029. C'est une étoile géante rouge. Selon les plus récentes mesures, elle est à une distance de 2 307 ± 118 pc (∼7 520 al) du système solaire,. Sa métallicité [Fe/H] est égale à -0,099, ce qui signifie que sa concentration en fer est égale à 80% de celle du Soleil.